# 孙玉发
孙玉发（1937年5月24日—），黑龙江嫩江人，反应堆工程专家，中国工程院院士，现任中国核动力研究设计院科学技术委员会主任。

## 履历
1963年7月，毕业于哈尔滨工业大学反应堆工程专业。1999年，当选中国工程院院士。